# Autoestop

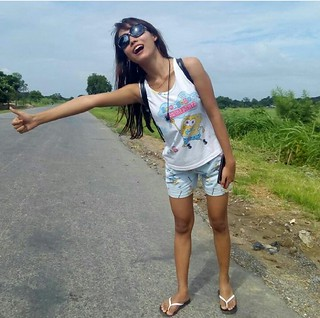
Mujer autoestopista en Asia.

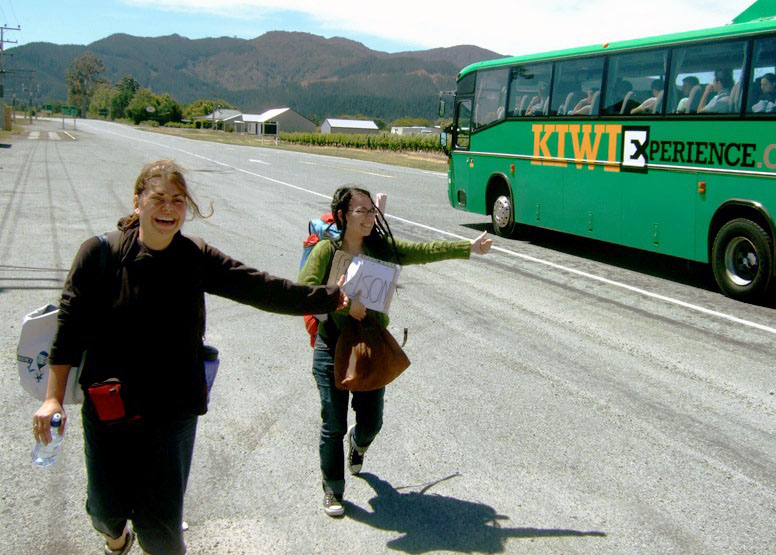
Unas autoestopistas en Nueva Zelanda.

Hacer autoestop o autostop (expresión tomada del francés faire de l'autostop) (en parte de Latinoamérica conocido como "hacer dedo") es una práctica realizada por viajeros que buscan transporte de manera gratuita, con otros viajeros que se trasladan en automóvil, camión o por algún otro medio de transporte. La distancia recorrida puede variar de una distancia corta que también podría fácilmente ser caminada, a una larga que puede requerir varios aventones.
También es conocido como hacer dedo, tirar dedo, pedir un aventón, pedir un raite/raid/ray/rai (del inglés ride), pedir la cola, pedir pon, coger botella (en Cuba), pedir jalón (en Honduras), pedir bola (en República Dominicana), pedir la cola (en Venezuela), pedir bote (en Panamá), pedir carona (en Brasil), entre otros términos. En la mayoría de los países de habla hispana, a quienes hacen autoestop se les llama autoestopistas o autostopistas; en México se les conoce como raiteros; En Guatemala se les conoce como mochileros, en República Dominicana se les llama boleros.

## Método

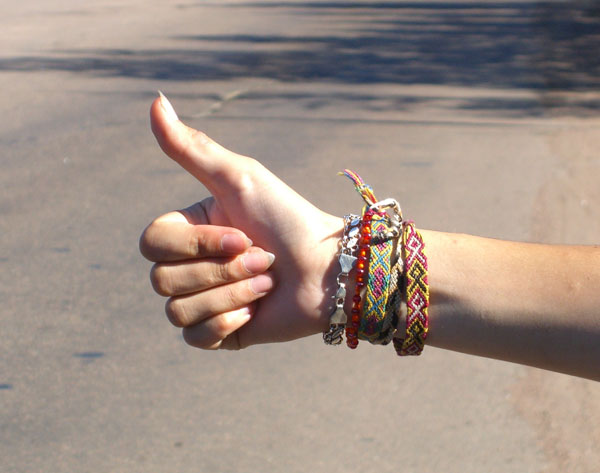
Gesto común de autoestop.

Para pedir autoestop, los autoestopistas, en muchas partes del mundo, comúnmente estiran su brazo hacia la calle o autopista y levantan el pulgar. Los conductores comprenden que esto es una señal de que la persona solicita que lo lleven. Un autoestopista también puede sostener un papel o cartón con el nombre de su destino escrito en él. Esto también es para beneficio de los conductores, ya que les sirve para no detenerse innecesariamente a preguntarles a dónde se dirigen.
En otros lugares se pueden usar otras señales. Por ejemplo, en algunas partes de Sudamérica, un autoestopista enseña la parte trasera de su mano con el dedo índice levantado, en lugar dedo pulgar. En la India, la mano es agitada con la palma hacia abajo. En Israel, la seña es apuntar el camino con el dedo índice.
Casi nunca se da nada a cambio del favor de llevarlos, aunque a veces el viajero, como muestra de agradecimiento, ofrece pagar cierta cantidad de dinero al conductor "para ayudarle con el gasto de combustible". A muchos conductores les basta con el hecho de tener compañía en el camino.

## Razones
Un autoestopista puede tener varias razones para viajar de esa forma, entre ellas se encuentran:
- Económicas: no puede pagar otra forma de transporte; pudiendo ser esta situación permanente (pobreza) o circunstancial.
- Relacionadas con el servicio de transporte público: no hay servicio a ninguna hora o no lo hay al momento en que el autoestopista quiere viajar, ya sea porque el servicio se interrumpe a determinada hora del día o porque la frecuencia del servicio es muy baja.
- Ambientales o políticas: el autoestop reduce las tasas de tránsito vehicular y consumo de combustibles fósiles por personas transportadas.
- Por el sentido de aventura: ponerse como reto viajar con pocos recursos, con conocer gente nueva e inesperada, no saber donde estará uno al final del día. [cita requerida]

Los conductores también pueden tener varias razones para recoger autoestopistas, por ejemplo:
- Quieren compañía al viajar;
- Por sentido de responsabilidad social: han viajado anteriormente como ellos y están conscientes de la dificultad de hacerlo;
- Recibir un poco de dinero por el servicio;

Muchos conductores que han quedado varados, o gente sin dinero o medio de transporte propio, frecuentemente recurren a pedir aventón, otros lo hacen por pasión e incluso como deporte. [cita requerida]

## Miscelánea

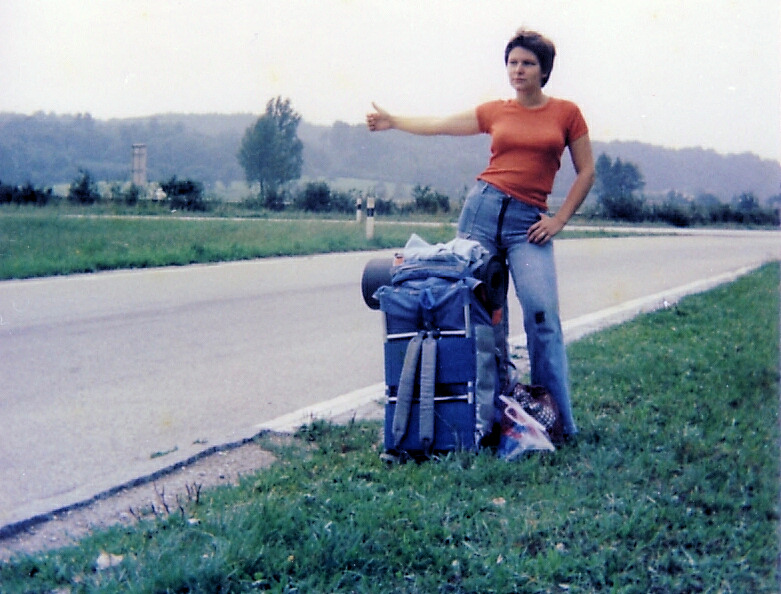
Autostopista (Luxemburgo 1977).

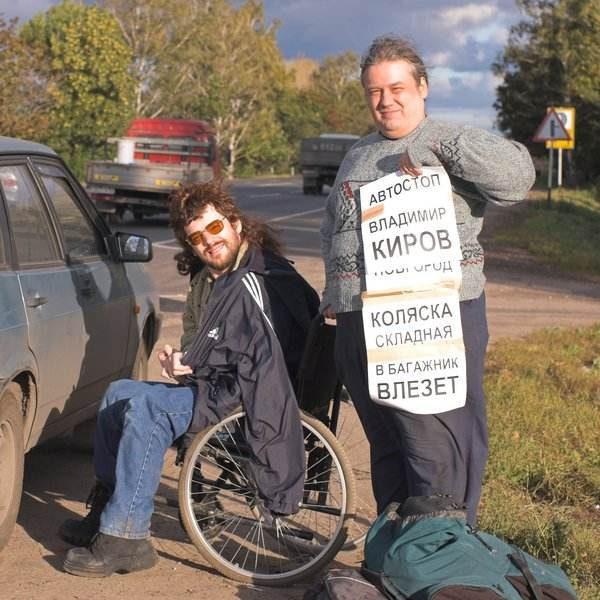
Autoestopistas viajando en Rusia. Uno de ellos en silla de ruedas.

Los autoestopistas, además de pedir aventón pueden recurrir a otras formas baratas de transporte, como caminar o usar el autobús o el tren. Aunque en el imaginario colectivo el autoestopista viaja solo por carretera, con cierta frecuencia los apasionados de este estilo de viaje utilizan medios no convencionales como yates, veleros o incluso aviones, siguiendo la lógica del autoestop, aunque con métodos más sofisticados que requieren una alta capacidad de comunicación y diplomacia.
En los Estados Unidos solía ser común pedir aventón hasta los años 1970, especialmente si se era joven. Sin embargo, la práctica en dicho país ha declinado en las últimas décadas, hasta el punto en que es extremadamente raro ver gente pidiendo aventón hoy en día.
En Polonia, durante la época del Socialismo, el pedir aventón fue institucionalizado. Mucha gente tenía documentos oficiales para registrar sus viajes y le confirmarían al conductor que el viaje fue realizado. Probablemente ocurría igual en otros países comunistas. En Cuba, los transportistas que viajan en camión están obligados a levantar autoestopistas. En Rumania pedir aventón es parte de la cultura, tanto que a veces resulta difícil conseguir transporte de esta forma debido a la intensa competencia.
En Europa del Este, especialmente en Lituania y Rusia, pedir aventón casi se ha vuelto en un deporte. Hay grupos de gente que lo practica y se reúne normalmente, escuelas de autoestopistas, competencias, equipo y accesorios, etcétera. El primero de los llamados clubes de autoestop fue el San Petersburg Autoestop League, fundado en 1977. A este poco después se sumaron la Escuela de Autoestop de Moscú, la Academia de Viajeros Libres, también en Moscú, y el Club de Autoestop de Vilnius, Lituania. Aunque estas entidades venían promocionando el autoestop por medio de reuniones y competencias, solo en la década de 1990 emerge, gracias a la internet, una comunidad organizada de autoestopistas. Los clubes inician sus propias páginas web, y viajeros comprometidos con la disciplina comienzan a publicar sus notas de viajes en páginas web y blogs. Es también el inicio de una constante: los clubes de autoestop utilizarán sus sitios web para coordinar actividades en el mundo real. Entre 1992 y 1993, el ruso Alexey Vorov hizo el primer viaje de autoestopista alrededor del mundo por medio de automóviles, aviones y barcos. En la primera década del siglo XXI, este progresivo movimiento hacia la autoorganización, importado de Europa del Este, aterriza en el continente americano. Primero en Estados Unidos, donde Digihitch se transforma en la primera página especializada con encuentros anuales de viajeros. En 2002 nace Autostop Argentina, que desde entonces realiza paralelamente en el continente sudamericano encuentros de autostopistas denominados "Pueblo Tomado".